# Elezioni legislative nei Paesi Bassi del 1981
Le elezioni legislative nei Paesi Bassi del 1981 si tennero il 26 maggio per il rinnovo della Tweede Kamer.

## Risultati
| Liste                                           | Voti      | %     | Seggi |
| ----------------------------------------------- | --------- | ----- | ----- |
| Appello Cristiano Democratico                   | 2 677 259 | 30,81 | 48    |
| Partito del Lavoro                              | 2 458 452 | 28,29 | 44    |
| Partito Popolare per la Libertà e la Democrazia | 1 505 311 | 17,32 | 26    |
| Democratici 66                                  | 961 121   | 11,06 | 17    |
| Partito Pacifista-Socialista                    | 184 422   | 2,12  | 3     |
| Partito Comunista dei Paesi Bassi               | 178 292   | 2,05  | 3     |
| Partito Politico Riformato                      | 171 324   | 1,97  | 3     |
| Partito Politico dei Radicali                   | 171 042   | 1,97  | 3     |
| Federazione Politica Riformatrice               | 108 364   | 1,25  | 2     |
| Alleanza Politica Riformata                     | 70 878    | 0,82  | 1     |
| Socialisti Democratici '70                      | 48 568    | 0,56  | –     |
| Partito Popolare Evangelico                     | 45 189    | 0,52  | –     |
| Partito Socialista                              | 30 380    | 0,35  | –     |
| Partito Romano-Cattolico Paesi Bassi            | 20 812    | 0,24  | –     |
| Partito Popolare della Destra                   | 17 371    | 0,20  |       |
| Partito di Centro                               | 12 242    | 0,14  | –     |
| Unione del Popolo dei Paesi Bassi               | 10 641    | 0,12  | –     |
| Paesi Bassi Vivibili                            | 8 336     | 0,10  | –     |
| Altri <0,10%                                    | 10 833    | 0,12  | –     |
| Totale                                          | 8 690 837 | 100   | 150   |